# خپلو
خپلو (به انگلیسی: Khaplu) یک شهر در پاکستان است که در ناحیه گانچهی واقع شده‌است. خپلو ۱۷۵٬۰۰۰ نفر جمعیت دارد و ۲٬۶۰۰٫۷۰۷، متر بالاتر از سطح دریا واقع شده‌است.